# 링컨 공원

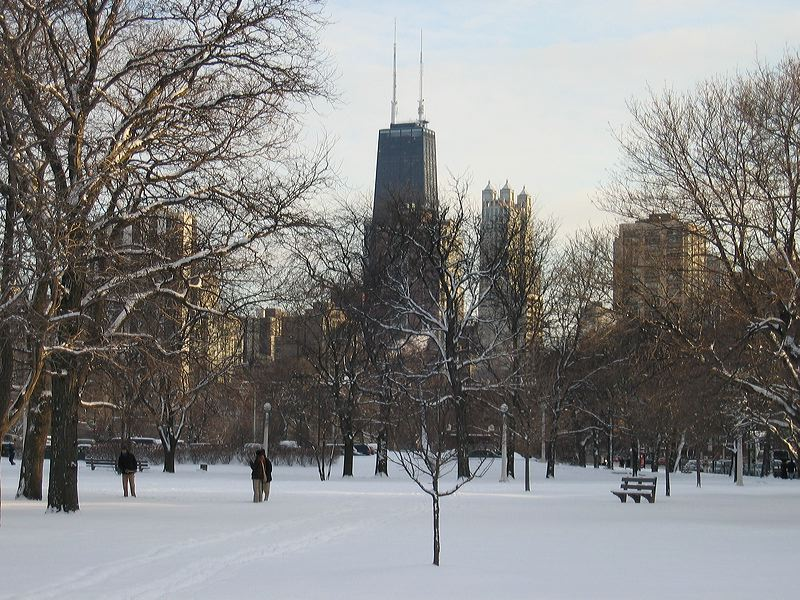
링컨 공원

링컨 공원(영어: Lincoln Park)은 미국 일리노이주 시카고 미시간호에 접한 4.9km2 넓이의 공원이다. 남북으로 길고, 남쪽은 노스 애비뉴 (북쪽 1600번지)에서 북쪽은 포스터 애비뉴 (북쪽 5200번지)을 넘어 할리우드 애비뉴에 있는 레이크 쇼어 드라이브의 종점까지 확산되고 있다. 시카고 최대의 공공 공원이고 레크리에이션 시설로 15개의 야구장, 6개의 농구 코트, 2개의 소프트볼장, 35면의 테니스 코트, 163개의 배구장, 부속 건물 및 1 개의 골프 코스가 있다. 선박 시설을 갖춘 하버 및 공용 해변도 있다. 정원, 동물원, 온실 식물원, 박물관 등이 소재하고 여름에는 호수 극장에서 야외 공연이 개최된다.